# TSV Friedberg
Der TSV 1862 Friedberg e. V., kurz TSV Friedberg, ist ein Sportverein aus Friedberg im Landkreis Aichach-Friedberg. Derzeit hat der Verein rund 3.000 Mitglieder in 11 Abteilungen, bekannt ist der Verein vor allem aufgrund seiner Handball- und Volleyballabteilung.

## Handball
Die Handballabteilung ist eine erfolgreiche Sparte des Vereins, dessen Männermannschaft an drei DHB-Pokalrunden teilnahm, süddeutscher Vizemeister wurde, mehrere Jahre der dritthöchsten Spielklasse im deutschen Handball angehörte und für die 2. Bundesliga qualifiziert war. Die TSV-Handballer nehmen mit drei Herrenmannschaften, einem Damenteam und zehn Nachwuchsmannschaften am Spielbetrieb des Bayerischen Handballverbandes (BHV) teil.

## Abteilung Turnen
Seit 2009 hat der TSV Friedberg eine äußerst erfolgreiche Sportakrobatik-Gruppe, unter anderem mit deutschen Vizemeistern.
Die Turnabteilung des TSV 1862 stellt sich als die größte und umfangreichste Abteilung des TSV mit 12 Sparten der verschiedensten Turnsportarten dar, deren über 1200 Mitglieder von 70 Übungsleitern und Assistenten betreut werden.

### Sparten der Turnabteilung
| - Aerobic - Trampolin - Jazzdance - Jedermann | - Kunstturnen - Mutter&Kind - Ropeskipping | - Sportakrobatik - Gruppenturnen - Gesundheitssport | - Bewegungskünste - Kinder- & Jugendturnen - Rhythmische Sportgymnastik |

## Volleyball-Abteilung
In der Saison 2012/13 wurde das Team von Cheftrainer Andreas Mühlbauer gecoacht. Der Kader für die Saison 2013/14 besteht aus 11 Spielern. Das Team aus dem Vorjahr verlassen haben Harald Menke, Martin Engler und Martin Peiske sowie Trainer Andreas Hauser. Neuzugänge sind Julian Birkholz, Samuel Podstupka und Michael Stöcker.
Das Traineramt übernimmt Sven Lehmann aus Hechendorf. Medizinisch betreut wird das Team von Physiotherapeutin Julia Hermann. Um die organisatorischen Belange kümmert sich Manager Bernd Spleiss.
| Nr. | Vorname   | Name      | Position     | Jahrgang | Größe | Nation      |
| --- | --------- | --------- | ------------ | -------- | ----- | ----------- |
| 1   | Andreas   | Eichhorn  | Diagonal     | 1980     | 2,03  | Deutschland |
| 2   | Julian    | Birkholz  | Außenangriff | 1989     | 1,90  | Deutschland |
| 3   | Marco     | Schreiber | Außenangriff | 1989     | 1,83  | Deutschland |
| 4   | Lucas     | Nawrath   | Libero       | 1986     | 1,80  | Deutschland |
| 5   | Sebastian | Münster   | Mittelblock  | 1987     | 1,96  | Deutschland |
| 9   | Alexander | Hurler    | Zuspiel      | 1990     | 1,84  | Deutschland |
| 10  | Fabian    | Gumpp     | Außenangriff | 1994     | 1,85  | Deutschland |
| 12  | Christian | Hurler    | Libero       | 1991     | 1,88  | Deutschland |
| 15  | Sven      | Panz      | Mittelblock  | 1988     | 2,04  | Deutschland |
| 16  | Samuel    | Podstupka | Zuspiel      | 1992     | 1,95  | Slowakei    |
| 17  | Michael   | Stöcker   | Außenangriff | 1993     | 1,96  | Deutschland |
| C   | Sven      | Lehmann   | Trainer      | 1989     | 1,80  | Deutschland |

Weitere Teams der TSV Friedberg Volleyball-Männer starten in der Bayernliga Süd (4. Liga) und der Landesliga Süd-West (5. Liga). Die Frauen sind mit Teams in der Landesliga Süd-West, Bezirksliga Schwaben Nord, Kreisliga Schwaben Ost sowie nochmal der Kreisliga Schwaben Ost.